# Chartreuse d'Astheim

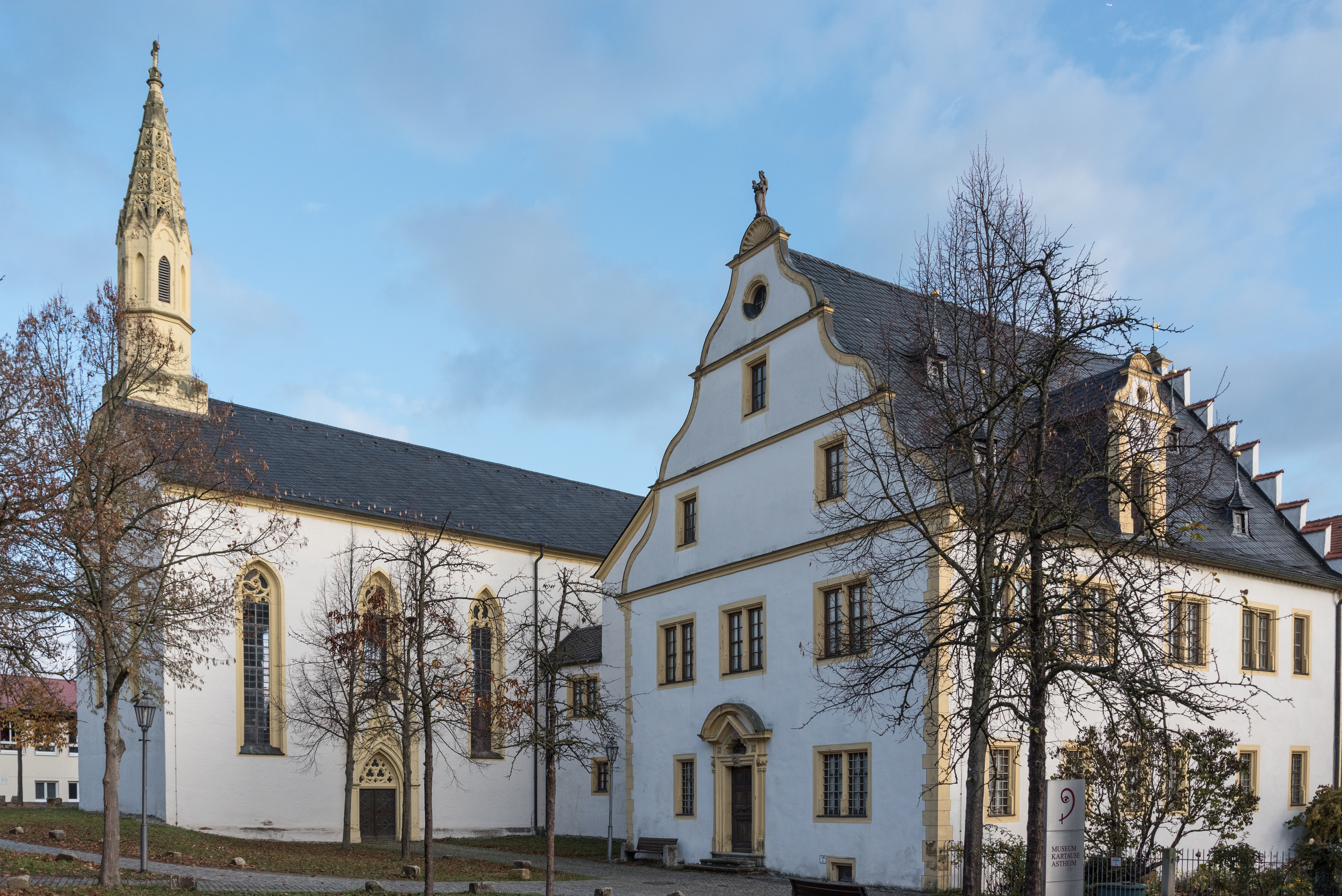
Aspect actuel de l'ancienne chartreuse

La chartreuse d'Astheim, ou chartreuse de Marienbrück (allemand : Kloster ou Kartause Astheim, ou Kartause Marienbrück; latin : Pons Mariae), est une ancienne chartreuse située en Bavière dans le village d'Astheim , non loin du Main, près de Volkach dans l'arrondissement de Kitzingen.

## Histoire
La chartreuse de Pons Mariae  est fondée le 2 juin 1409 par Erkinger de Seinsheim et sa première épouse, Anna von Bibra , pour en faire la nécropole familiale, fonction que la chartreuse va remplir pendant plusieurs siècles pour les descendants d'Erkinger, les barons, puis princes de Schwarzenberg. Le monastère est prêt en 1419, le premier prieur en est Bernard, venu de la chartreuse de Tückelhausen. Erkinger, sa seconde épouse Barbara von Abensberg, les fils de son deuxième lit Michael et Hermann renouvellent les droits et privilèges de la chartreuse en 1434.
La chartreuse est fondée grâce à des chartreux en provenance de la florissante chartreuse de Cologne. Elle envoie des moines fonder la chartreuse d'Ilmbach. La chartreuse d'Astheim est détruite en 1525 pendant la Guerre des Paysans et reconstruite de 1526 à 1563, notamment sous le priorat de Jakobus Heil (1554-1563). Elle souffre de pillages successifs pendant la guerre de Trente Ans et est en partie démolie. En 1660, il y a quatorze profès à la chartreuse, ce qui constitue un effectif normal pour les chartreuses devant comporter douze cellules (maisonnettes individuelles avec jardinet), en plus des logements du prieur et du sous-prieur. Elle est reconstruite à partir des années 1660, surtout sous le priorat de Georg Möhring (1670-1712). Elle est dissoute en 1803 à cause des lois de sécularisation du nouveau royaume de Bavière et les derniers chartreux quittent leur monastère le 20 juin 1803. Quarante-trois prieurs se sont succédé en quatre siècles.
En 1804, les bâtiments monastiques deviennent la propriété des princes de Schwarzenberg, descendants du fondateur. La plupart des bâtiments sont démolis, à l'exception de l'église (construite entre 1603 et 1609), la maison du prieur avec la chapelle Saint-Jean (1583).  L'église possède un maître-autel du baroque tardif datant de 1723-1724 avec un tableau de Saint Bruno et la Vierge. Saint Bruno est le fondateur de l'ordre des Chartreux en 1084. Ce tableau est l'œuvre d'Oswald Onghers. L'église possède également des stalles de chœur pour les moines, remarquables de finesse. Elles datent de 1606 et ont été remaniées dans le goût rococo en 1724.
Aujourd'hui les bâtiments subsistants abritent les archives de la ville de Volkach, ainsi que depuis 1999 un petit musée consacrée à l'histoire des chartreux, le Kartausenmuseum Astheim, géré par le diocèse de Wurtzbourg, et qui organise également des expositions d'art graphique inspirées par des thèmes religieux ou spirituels.

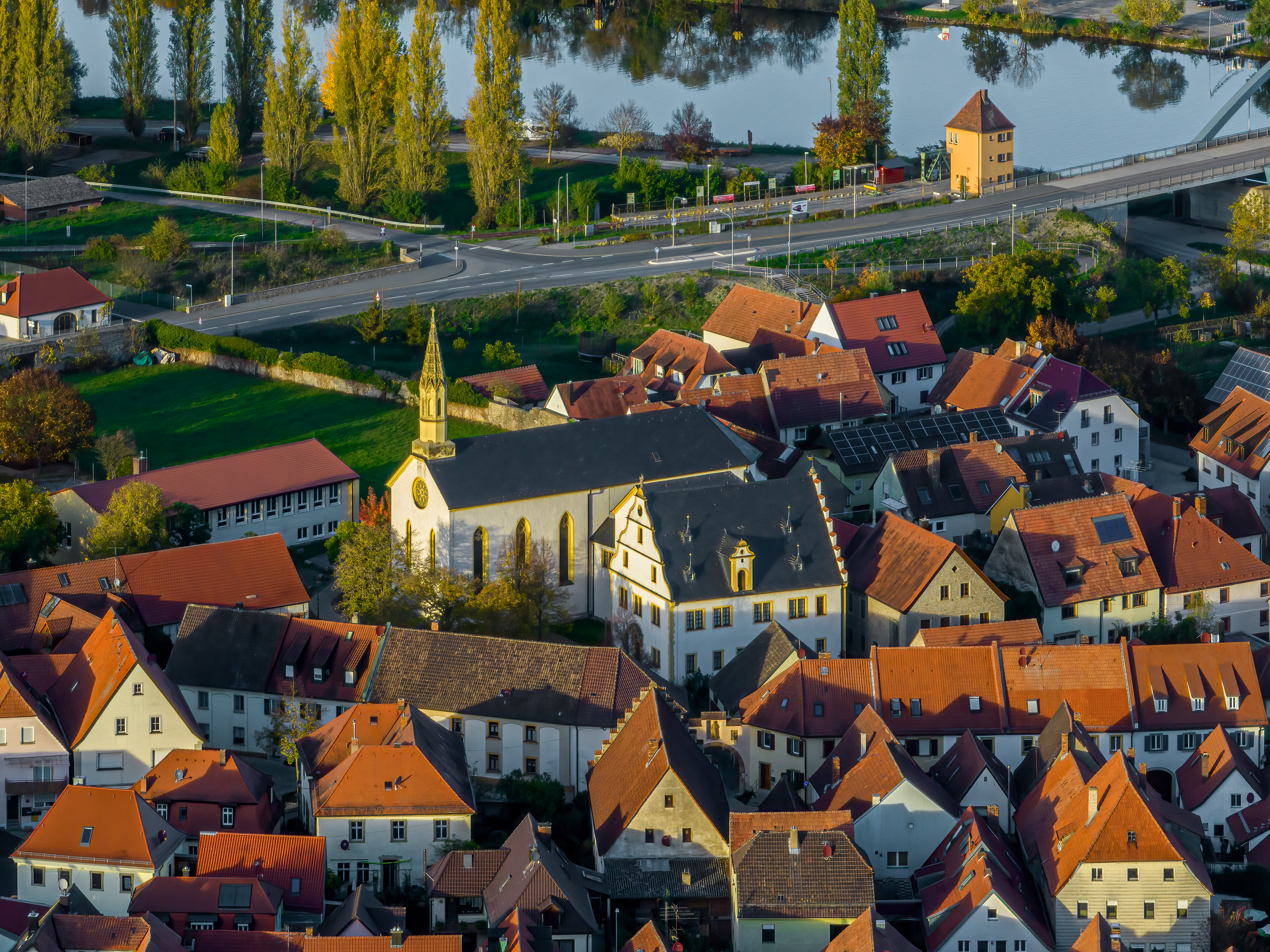
Église de la chartreuse d'Astheim
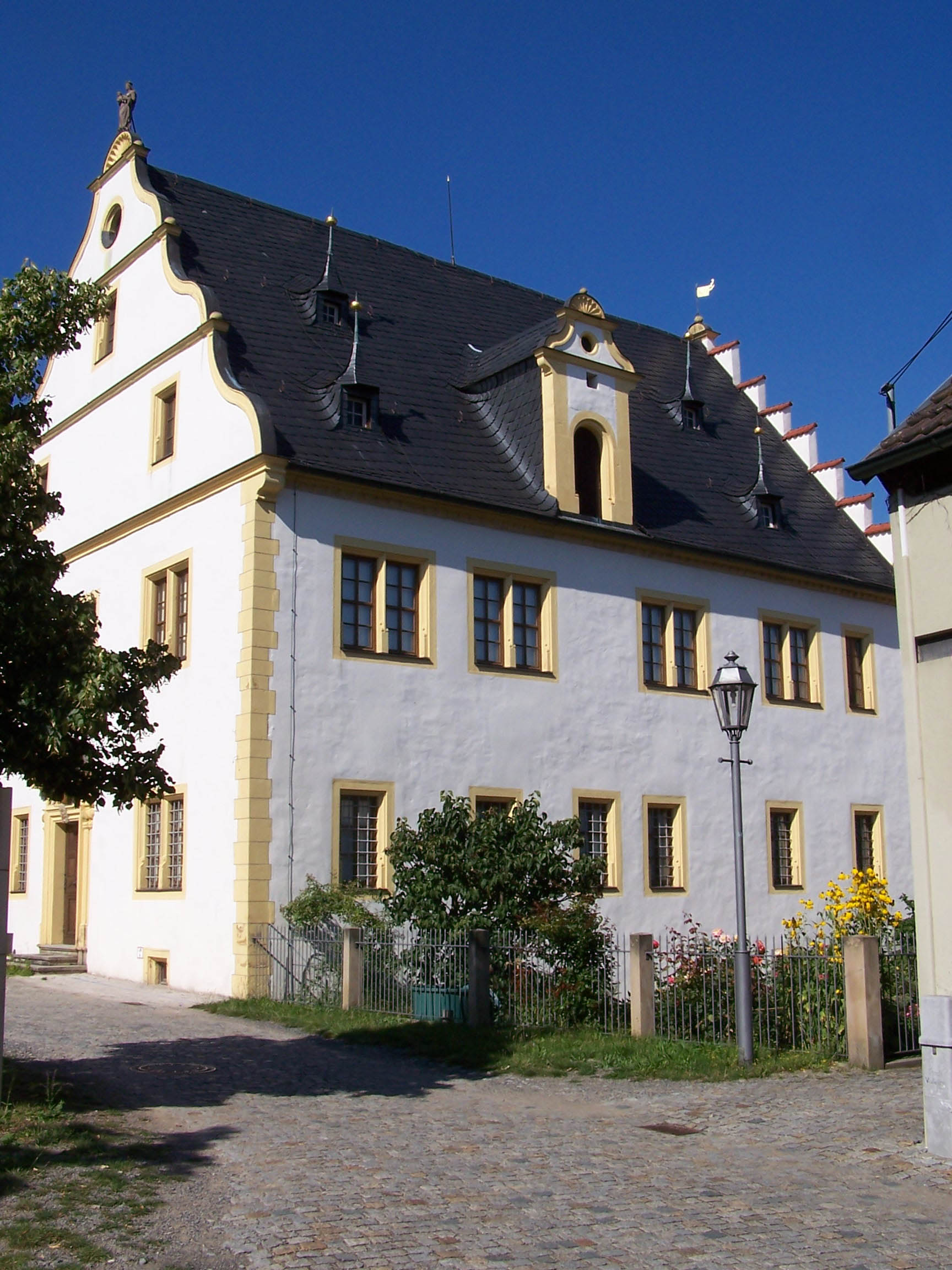
Ancienne maison du prieur
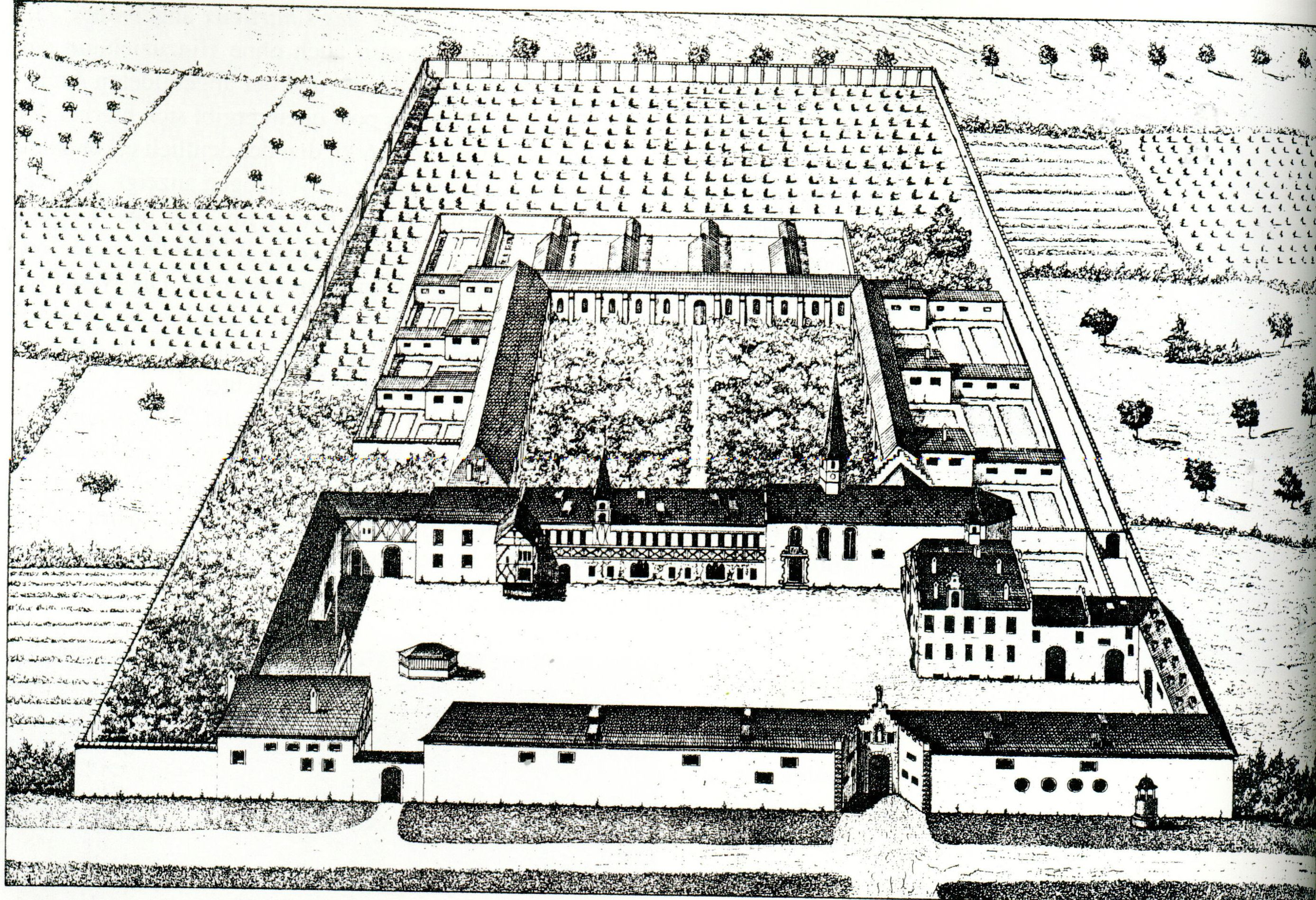
Vue de la chartreuse au XVIIIe siècle
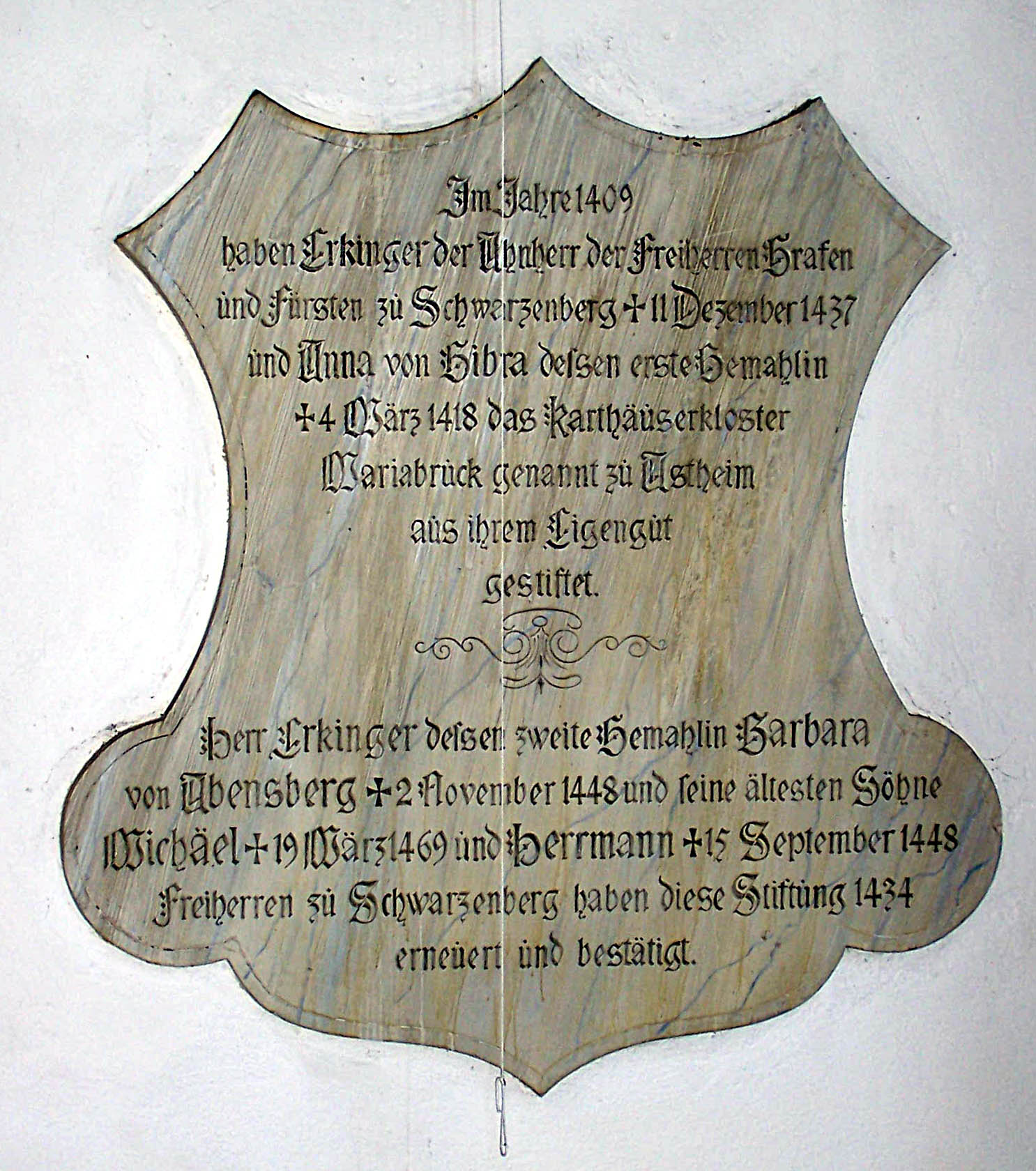
Plaque à l'intérieur de la chapelle décrivant la fondation

## Noms de la chartreuse
La chartreuse est dénommée différemment selon les époques même si son nom de fondation est Domus Pontis Beatae Virginis Mariae. On rencontre ainsi dans les textes latins l'appellation Cartusia Astheimii, Cartusia Asthemiensis et Cartusia Asthamensis et de manière formelle Cartusia Pontis Beatae Mariae. Le peuple l'appelle Mariabrück et les documents de la Maison-Mère de la Grande Chartreuse « Chartreuse du Pont-Sainte-Marie, Chartreuse du Pont-de-la-Bienheureuse-Marie en Astheim » et « Chartreuse du Pont-Notre-Dame en Astheim ».